# Leon Kelcz
Leon Kelcz (ur. 1 listopada 1945 w Kuszawie w ZSRR) – polski reżyser, aktor, wykładowca PWSFTviT, działacz społeczności żydowskiej.

## Życiorys
Urodził się w Kuszawie w ZSRR w rodzinie żydowskiej. W 1963 ukończył I Liceum Ogólnokształcące im. Mikołaja Kopernika w Łodzi, a następnie w 1969 studia na Wydziale Ekonomiczno-Socjologicznym na Uniwersytecie Łódzkim. W latach 1999–2017 był wykładowcą w Państwowej Wyższej Szkole Filmowej, Telewizyjnej i Teatralnej im. Leona Schillera w Łodzi. Członek Towarzystwa Społeczno-Kulturalnego Żydów w Polsce. W 2010 roku pełnił funkcję doradcy Prezydenta Tomasza Sadzyńskiego ds.kontaktów Żydowskich.
Członek zarządu Fundacji Monumentum Iudaicum Lodzense (Lodz Jews Heritage Foundation).

## Obchody 50. rocznicy wydarzeń marca 1968
- 14 marca 2018 Wernisaż wystawy poświęconej wydarzeniom marca 1968 r. w Muzeum Kinematografii, Jerzy Hoffman, Andrzej Krakowski, Krzysztof Rogulski, Andrzej Titkow, Janusz Zaorski, Michał Dudziewicz, Jerzy Matula, Leon Kelcz – naoczni świadkowie opowiadają o Marcu 1968 roku w środowisku filmowym[6].

## Filmografia
Na podstawie Leon Kelcz w bazie  filmpolski.pl
| Rok  | Tytuł filmu                | Rola                                                                 | Uwagi              |
| ---- | -------------------------- | -------------------------------------------------------------------- | ------------------ |
| 1981 | Miłość ci wszystko wybaczy | elektryk teatralny, nie wymieniony w napisach, Współpraca reżyserska |                    |
| 1984 | Kim jest ten człowiek      | oficer SD na dworcu, nie wymieniony w czołówce, Reżyser II           |                    |
| 1988 | Pogranicze w ogniu         | 4                                                                    | Serial telewizyjny |
| 2004 | Świata pochylenie          | dziadek                                                              | Etiuda szkolna     |
| 2006 | Małe tango                 | Edek                                                                 | Etiuda szkolna     |
| 2006 | Pustka                     | Demon                                                                | Etiuda szkolna     |
| 2007 | Gra                        | prezes klubu sportowego                                              | Etiuda szkolna     |
| 2008 | Bar szczęścia              | Pisarz                                                               | Etiuda szkolna     |
| 2008 | Mecz                       |                                                                      | Etiuda szkolna     |
| 2008 | Mr big                     | papież                                                               | Etiuda szkolna     |
| 2009 | Dwa wymiary                | Wykładowca                                                           | Etiuda szkolna     |
| 2009 | Egzamin                    |                                                                      | Etiuda szkolna     |
| 2009 | Jestem twój                | pan Leon, sąsiad Marty                                               |                    |
| 2009 | Shirley                    | ksiądz                                                               | Etiuda szkolna     |
| 2010 | 12 metrów                  |                                                                      | Etiuda szkolna     |
| 2010 | Dom śmierci                | Staszek                                                              | Etiuda szkolna     |
| 2010 | Gierki                     | partner                                                              | Etiuda szkolna     |
| 2010 | Matka chce ciebie widzieć  | lekarz                                                               | Etiuda szkolna     |
| 2010 | Mruczanka na 4 rakietki    | Mąż                                                                  | Etiuda szkolna     |
| 2010 | Punkt oparcia              | dziadek                                                              | Etiuda szkolna     |
| 2011 | Protokoły Mędrców Syjonu   | Patriota                                                             | Etiuda szkolna     |
| 2011 | Wieczór z marylą           | gość na przyjęciu                                                    | Etiuda szkolna     |
| 2012 | Überraschung               | Heinz, ojciec Johanna                                                | Etiuda szkolna     |
| 2013 | Usłyszcie mój szum         |                                                                      | Etiuda szkolna     |
| 2015 | Luna                       | pan Władek                                                           | Etiuda szkolna     |
| 2016 | Czasozamiatacze            | czasozamiatacz                                                       | Etiuda szkolna     |
| 2016 | Ogniwo                     |                                                                      | Etiuda szkolna     |